# 変形効果
変形効果（へんけいこうか、英: Transform effect）とは、メディアファイルを変化させるビデオ効果の一種であり、いわゆるねじれたイメージを得るために使用されることが多い。
このカテゴリは、「回転」、「ツイスト」、「ズーム」などの効果が含まれる。